# Bodianus mesothorax
Bodianus mesothorax là một loài cá biển thuộc chi Bodianus trong họ Cá bàng chài. Loài này được mô tả lần đầu tiên vào năm 1801.

## Từ nguyên
Từ định danh của loài được ghép bởi hai từ trong tiếng Hy Lạp cổ đại: mesos (μέσος, "giữa") và thorax (θώραξ, "ngực"), hàm ý đề cập đến dải sọc đen chéo ở giữa thân của cá trưởng thành.

## Phạm vi phân bố và môi trường sống
Từ vùng biển ngoài khơi tỉnh Wakayama (Nhật Bản), phạm vi của B. mesothorax trải dài đến đảo Đài Loan và vùng biển các nước Đông Nam Á, về phía tây đến quần đảo Nicobar, đảo Giáng Sinh và các rạn san hô vòng ngoài khơi Tây Úc, giới hạn phía nam dọc theo bờ đông Úc (bao gồm rạn san hô Elizabeth trên biển Tasman), phía đông trải dài đến hầu hết các đảo quốc và quần đảo thuộc châu Đại Dương (xa nhất là đến Tonga).
B. mesothorax sống gần những rạn san hô, đặc biệt là trong các hang nhỏ đối với cá con, được quan sát và thu thập ở độ sâu đến ít nhất là 40 m.

## Mô tả
B. mesothorax có chiều dài cơ thể tối đa được ghi nhận là 25 cm. B. mesothorax trưởng thành có một dải sọc chéo màu đen chia tách hai vùng màu trên cơ thể: màu tía ở thân trước và màu trắng phớt vàng ở thân sau. Có một vệt sọc đen từ khóe miệng kéo dài ngược ra sau nắp mang. Gốc vây ngực có một đốm đen lớn, và một đốm tương tự ở trước vây lưng. Vây bụng và vây hậu môn thường có màu vàng. Cá con có màu tía sẫm, lốm đốm những vệt vàng trên cơ thể, thay vì trắng như cá con của Bodianus axillaris.
Số gai ở vây lưng: 12–13; Số tia vây ở vây lưng: 9–10; Số gai ở vây hậu môn: 3; Số tia vây ở vây hậu môn: 11–12; Số tia vây ở vây ngực: 14–16.

## Sinh thái học
Thức ăn của B. mesothorax là những loài thủy sinh không xương sống như nhuyễn thể và giáp xác. Cá con và cá trưởng thành có thể đóng vai trò là cá dọn vệ sinh: chúng ăn các loài ký sinh trên cơ thể cá lớn. B. mesothorax là một loài lưỡng tính tiền nữ, tức cá cái có thể chuyển đổi giới tính thành cá đực.
Loài này được đánh bắt bởi những người thu mua cá cảnh.

### Trích dẫn
- Martin F. Gomon (2006). "A revision of the labrid fish genus Bodianus with descriptions of eight new species" (PDF). Records of the Australian Museum, Supplement. Quyển 30. tr. 1–133. ISSN 0812-7387.